# Тюфякин, Фёдор Васильевич
Фёдор Васильевич Тюфякин († после 1588) — князь, полковой воевода в царствование Ивана Грозного и Фёдора Иоанновича.
Рюрикович в XXI колене, сын дмитровского дворянина князя Василия Борисовича Тюфяки Оболенского. Братья — князья Василий, Михаил, Семён и Никита.

## Биография
28 апреля 1555 года князь Фёдор Васильевич Тюфякин вместе с братьями Василием и Никитой участвовал в чине свадьбы удельного князя Владимира Андреевича Старицкого (двоюродного брата царя Ивана Грозного) с княжной Евдокией Романовной Одоевской. Московский дворянин (1577).
В 1577 году — участвовал в чине есаула в царском полку во время похода в Новгород. В 1582 году — первый воевода на Себеже. В 1584-1585 годах — воевода в Смоленске, в новом городе.
В 1586 года — воевода в Белёве, в мае 1588 года в виду прихода крымского хана — второй воевода большого полка. Умер бездетным.